# 柱に繋がれたキリスト (アントネロ・ダ・メッシーナ)
『柱に繋がれたキリスト』（はしらにつながれたキリスト、伊: Cristo alla colonna, 英: Christ at the Column）は、イタリア・ルネサンスの画家アントネロ・ダ・メッシーナが1476年から1478年ごろに制作した「キリストの鞭打ち」をテーマにした絵画である。パリのルーヴル美術館に所蔵されている。
作品はアントネロ・ダ・メッシーナの晩年に描かれたもので、初期フランドル絵画の油彩技法と15世紀ヴェネツィア派絵画の影響を、画家が自家薬籠中のものとしていることを示している。作品の小さなサイズから本来もっと大きな作品が切り詰められたと考えられたこともあったが、そのようなことはない。この作品のサイズは携行可能な個人祈祷用の絵画であったことを示し、実際に見て祈る所有者にキリストの受難を個人的に体験させるべく制作されているのである。
キリストの顔は、アントネロの通常のテーマであり、プラド美術館に所蔵されている『天使に支えられる死せるキリスト』を繰り返している。しかし、ルーヴル美術館の作品で描かれているキリストの顔には、苦悶がほかのアントネロの作品には見られない激しさで描写されている。汗に濡れた髪の毛、髭、歯が覗いている開いた口、透明な涙、滴り落ちる血など画家の細部表現が際立っている。